# Francisco Santos (wetenschapper)
Francisco Santos (Calumpit, 3 juni 1892 - Los Baños, 19 februari 1983) was een Filipijns wetenschapper. Santos specialiseerde zich in voeding en werd in 1983 benoemd tot nationaal wetenschapper van de Filipijnen.

## Biografie
Santos werd geboren in 1892 in de barangay Calizon in Calumpit (provincie Bulacan) als een van de drie zoons van Miguel en Maria Santos. Hij studeerde medicijnen aan de University of the Philippines en behaalde daar in 1919 zijn masterdiploma. Vervolgens vertrok hij naar de Verenigde Staten, waar hij in 1922 promoveerde aan Yale.
Na zijn promoveren doceerde hij aan de faculteit Landbouw van de Universiteit van de Filipijnen in Los Baños. Van 1945 tot 1955 was hij decaan van de faculteit. 
Als wetenschapper deed Santos met name onderzoek naar voeding. Hij onderzocht de voedingswaarde en chemische samenstelling van het Filipijns eten ten einde hierin verbetering in aan te kunnen brengen. Hij ontving voor zijn werk diverse onderscheidingen zoals de Distinguished Service Medal, de Andres Soriano Award in 1956 en de University of the Philippines Alumni Award in 1979. Ook werd hij in 1983 benoemd tot nationaal wetenschapper van de Filipijnen.